# Chamillionaire
Hakeem Seriki (født 28. november 1979 i Washington D.C., District of Columbia), bedre kendt under sit artistnavn Chamillionaire er en amerikansk rapper. Han er grundlægger og medlem af rap-gruppen Chamillitary. Han er nok mest kendt for Ridin' med Krayzie Bone. I 2007 vandt Chamillionaire og Krayzie Bone en Grammy for Bedste rap-præstation af en duo eller gruppe for "Ridin'". Han har en lillebror ved navn, Rasaq, som også er rapper og medlem af Chamillitary.
Chamillionaire er verdens 18. rigeste rapper og tjente over 11 millioner dollars i 2006.
Chamillionaire har udgivet to solo-album, The Sound Of Revenge som udkom i 2005 og Ultimate Victory som udkom 18. september 2007 i USA. Ultimate Victory og han planlagde at udgive et album som hed Venom. Chamillionaire har udgivet tre singler, Hip Hop Police, Evening News og The Bill Collecta. Hip Hop Police er i lighed med Ridin' en sang, der handler om rappernes forhold til politiet. Nummeret har rapperen Slick Rick som gæsteartist.

## Diskografi
- 2005 – The Sound Of Revenge
- 2007 – Ultimate Victory